# Ngụy Câu
Ngụy Câu (Trung văn giản thể: 魏驹, phồn thể: 魏駒, bính âm: Wèi Jū), tức Ngụy Hoàn tử (魏桓子), là vị tông chủ thứ 9 của họ Ngụy, một trong Lục khanh nước Tấn thời Xuân Thu trong lịch sử Trung Quốc. Đồng thời ông cũng là tổ tiên của quân chủ nước Ngụy thời Chiến Quốc sau này.
Ngụy Câu là cháu của Ngụy Mạn Đa, tông chủ thứ sáu của họ Ngụy. Sau khi Ngụy Mạn Đa qua đời, Ngụy Câu lên thế tập.

## Sự nghiệp
Năm 458 TCN, bốn họ Trí, Hàn, Ngụy, Triệu tự ý lấy đất cũ của họ Phạm và họ Trung Hàng chia nhau làm ấp phong, không cần lệnh của Tấn Xuất công. Đất đai thuộc quyền Tấn Xuất công không bằng bốn nhà, vì vậy vua Tấn bất bình, sai sứ đi liên lạc với các nước Tề và Lỗ cầu viện tấn công 4 họ đại phu lộng quyền.
Tuy nhiên, tại các nước Tề và Lỗ lúc đó, quyền hành cũng nằm trong tay các quyền thần nên họ chỉ củng cố quyền lực mà không muốn giúp vua Tấn. Năm 452 TCN, Ngụy Câu cùng ba nhà còn lại khởi binh chống lại vua Tấn. Tấn Xuất công không chống nổi, phải bỏ chạy sang nước Tề rồi chết giữa đường.
Trí bá Tuân Dao muốn thôn tính cả nước Tấn nhưng chưa dám, bèn lập chắt Tấn Chiêu công là Cơ Kiêu lên ngôi, tức là Tấn Ai công.
Trong 4 họ đại phu, Trí bá mạnh nhất, nắm chính sự nước Tấn, muốn thôn tính 3 họ kia để chiếm cả nước Tấn. Năm 455 TCN, Trí bá thực hiện kế "tằm ăn lá dâu", nhân danh vua Tấn ra lệnh trưng dụng đất đai và dân chúng mỗi nhà 100 dặm và số dân ở đó để chuẩn bị đánh nước Việt. Ngụy Câu cùng Hàn Hổbỏ ra 100 dặm đất và một vạn hộ khẩu cắt cho họ Trí, riêng Triệu Vô Tuất không chịu. Trí bá nổi giận, ép Hàn, Ngụy hợp quân với mình đánh Triệu. Ngụy Câu phải tuân theo. Năm 455 TCN, Tuân Dao dẫn trung quân, Hàn Hổ dẫn hữu quân, Ngụy Câu dẫn tả quân cùng tiến đánh Triệu. Triệu Vô Tuất phải rút về cố thủ ở Tấn Dương (nay là Thái Nguyên, tỉnh Sơn Tây).
Ba họ vây Tấn Dương hơn 1 năm chưa hạ được. Tuân Dao dẫn nước Tấn Thủy (sông Phần) rót vào thành, khiến tình hình ở Tấn Dương nguy khốn. Thủ hạ của Triệu Vô Tuất là Trương Mạnh Đàm bàn kế ly gián 2 họ Hàn, Ngụy với họ Trí, nhân ban đêm bí mật trèo ra ngoài thành, đến trại Hàn Hổ và Ngụy Câu phân tích lợi hại, thuyết phục hai họ phản Trí Bá để tránh bị diệt trong tương lai. Ngụy Câu và Hàn Hổ vốn phải cắt đất cho Tuân Dao đã bất bình, lại vì đất phong của mình cũng có sông chảy qua nên sợ sau này sẽ chung cảnh ngộ như họ Triệu, nhân đó bèn đồng tình phản lại họ Trí.
Năm 453 TCN, ba họ Triệu, Hàn, Ngụy hợp binh đánh úp Tuân Dao, đánh bại quân họ Trí, giết chết Tuân Dao. Ba họ cùng nhau chia đất của họ Trí và nắm quyền nước Tấn.
Năm 446 TCN, Ngụy Câu qua đời. Cháu ông là Ngụy Tư lên thế tập.